# إدوارد أندريه (سياسي)
إدوارد أندريه (بالفرنسية: Édouard André)‏ هو عسكري ومصرفي وسياسي فرنسي، ولد في 13 ديسمبر 1833 في باريس في فرنسا، وتوفي بنفس المكان في 16 يوليو 1894. انتخب General councillor of Gard ‏ (1867 – 1871) وانتخب رئيس ‏ Les Arts décoratifs ‏ (1874 – 1882) وانتخب  (29 مايو 1864 – 4 سبتمبر 1870).